# كيب هاولي
كيب هاولي (بالإنجليزية: Kip Hawley) هو شخصية أعمال أمريكي، ولد في 10 نوفمبر 1953.